# Lancaster Arts Hotel
El Lancaster Arts Hotel es un hotel en Lancaster, Pensilvania, ubicado en un histórico almacén de tabaco.
Originalmente en la década de 1880 se construyó un depósito de tabaco que se usó con ese fin hasta 1945. Luego fue utilizado por un negocio de papel e hilo, así como por un negocio de electrónica antes de transformarse en el hotel. El hotel figura en el Registro Nacional de Lugares Históricos como una propiedad que contribuye al Distrito Histórico del Tabaco de Harrisburg Avenue, y  del Historic Hotels of America, el programa oficial del National Trust for Historic Preservation.

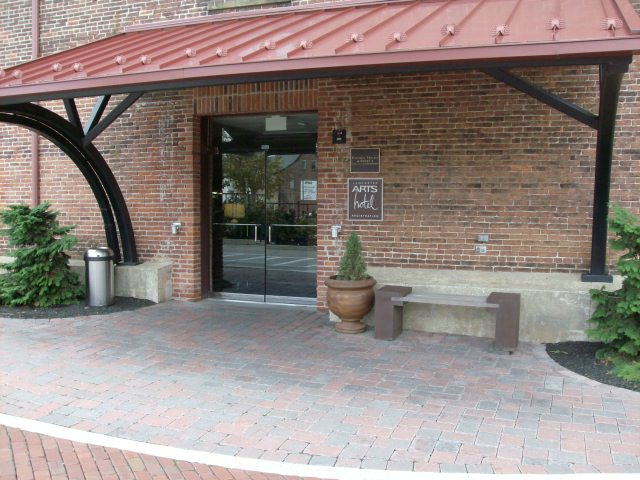
entrada del hotel

También tiene una galería de arte que presenta exhibiciones rotativas de artistas regionales. En la galería se incluye una sala que rinde homenaje a la escultora de Lancaster Blanche Nevin cuya escultura de Peter Muhlenberg se encuentra en la Colección National Statuary Hall del Capitolio de los Estados Unidos. Otra sala presenta la obra del pintor de acuarelas Charles Demuth. Otros artistas que han sido exhibidos en el hotel incluyen a Warren Rohrer y David Brumbach.